# Liste der Monuments historiques in Is-en-Bassigny
Die Liste der Monuments historiques in Is-en-Bassigny führt die Monuments historiques in der französischen Gemeinde Is-en-Bassigny auf.

## Liste der Immobilien
| Bezeichnung    | Beschreibung           | Standort              | Kennzeichnung | Schutzstatus | Datum | Bild |
| -------------- | ---------------------- | --------------------- | ------------- | ------------ | ----- | ---- |
| Kirche St-Rémy | ab dem 13. Jahrhundert | Rue du Moutier (Lage) | PA00079075    | Inscrit      | 1928  |      |

## Liste der Objekte
| Bezeichnung     | Beschreibung | Standort                     | Kennzeichnung | Schutzstatus | Datum | Bild |
| --------------- | --- | ---------------------------- | ------------- | ------------ | ----- | ---- |
| Hauptaltar      | Altartisch, Altaraufbau, Tabernakel, Retabel und Relief Taufe Chlodwigs; Holz, farbig gefasst und vergoldet, Anfang des 18. Jahrhunderts | in der Kirche St-Rémy (Lage) | PM52000561    | Classé       | 1979  |      |
| Krankenziborium | Silber, 18. Jahrhundert | in der Kirche St-Rémy (Lage) | PM52000558    | Classé       | 1979  |      |
| Ziborium        | Silber, vergoldet, nach 1838 | in der Kirche St-Rémy (Lage) | PM52000559    | Classé       | 1979  |      |
| Altarkreuz      | Metall, versilbert, Mitte des 18. Jahrhunderts                                                                                           | in der Kirche St-Rémy (Lage) | PM52000560    | Classé       | 1979  |      |